# 千山窨蛛
千山窨蛛（学名：Meta qianshanensis）为肖峭科窨蛛属的动物。在中国大陆，分布于辽宁等地。该物种的模式产地在辽宁。